# Golpe de Estado na Argélia em 1992
O golpe de Estado na Argélia de 1992 ocorreu em 11 de janeiro de 1992. Temerosos com a vitória da Frente Islâmica de Salvação (FIS) no primeiro turno das eleições legislativas argelinas de 1991, as forças armadas agiram e cancelaram o processo eleitoral para evitar a formação de um Estado islâmico na Argélia. O exército forçou o presidente Chadli Bendjedid a renunciar e trouxe o exilado Mohamed Boudiaf para servir como o novo presidente. Os militares argumentaram que fizeram isso para "salvaguardar as instituições republicanas da Argélia dos islamistas políticos e radicais" e para evitar que a Argélia se tornasse um Estado teocrático.

## Antecedentes
Precedendo o golpe, ocorreram problemas sócio-político-econômicos, como o colapso dos preços do petróleo em 1986 (na época, 95% das exportações argelinas e 60% do orçamento do governo vinham do petróleo), uma explosão populacional sem empregos ou moradia para acomodá-la, uma retórica da solidariedade do socialismo do Terceiro Mundo do partido e do governo mascarando "corrupção em grande escala" (e desacreditando o "vocabulário do socialismo"), uma concentração de poder e recursos pelos militares e pela elite do partido Frente de Libertação Nacional (FLN) originária do lado leste da Argélia. A governante FLN "baniu toda a oposição", mas o dinheiro do petróleo usado para pacificar a população foi dizimado. Em 4 de outubro de 1988, grandes tumultos e destruição pelos pobres urbanos foram recebidos com uma resposta policial "implacável", matando centenas.
Em 1989, a FIS foi fundada, sendo influenciada pela Irmandade Muçulmana e rapidamente ganhou popularidade na Argélia. Obteve o controle de muitos governos locais nas eleições municipais de junho de 1990 e venceu o primeiro turno das eleições legislativas argelinas em dezembro de 1991, com o dobro de votos que a governante FLN. A FIS havia feito ameaças abertas contra o pouvoir governante, condenando-o como antipatriótico e pró-francês, bem como financeiramente corrupto. Além disso, a liderança da FIS estava, na melhor das hipóteses, dividida quanto à conveniência da democracia, e alguns argelinos não islamistas expressaram temores de que um governo do partido seria, como disse o Secretário de Estado Adjunto dos Estados Unidos, Edward Djerejian, "uma pessoa, um voto, uma vez."

## Complô
Uma reunião secreta foi realizada em dezembro de 1991 para discutir as opções disponíveis para os militares, com a presença de todos os generais, incluindo Khaled Nezzar, Abdelmalek Guenaizia, líderes da marinha, gendarmeria e serviços de segurança. Eles concordaram que o caminho da FIS para a vitória deveria ser bloqueado pelo uso de mecanismos constitucionais, e não pela força física. Também decidiram que o presidente Chadli Bendjedid deveria renunciar porque isso forçaria a suspensão do segundo turno da eleição.

## Golpe
Em 11 de janeiro de 1992, o exército assumiu o poder e obrigou o presidente Chadli Bendjedid a renunciar. Chadli apareceu na televisão nacional e anunciou sua renúncia em voz baixa: "Dada a dificuldade e a gravidade da situação atual, considero minha renúncia necessária para proteger a unidade do povo e a segurança do país". Ele foi substituído por um Alto Conselho de Estado. O exército então deslocou-se para as ruas de Argel no dia seguinte, enquanto tanques e tropas guarneciam locais importantes da cidade e suspenderam o processo eleitoral. O Alto Conselho de Estado anunciou a nomeação de um coletivo como sucessor de Chadli, incluindo Khaled Nezzar, Ali Kafi, Tijani Haddam, Ali Haroun e Mohamed Boudiaf.
Mohamed Boudiaf foi nomeado o novo presidente da Argélia. Ele chegou do Marrocos após uma ausência oficial de 28 anos no exílio. Foi escolhido para dar ao regime uma nova imagem e um maior senso de legitimidade atraindo o apoio popular, no entanto foi assassinado vários meses depois, em junho. O exército então prendeu dezenas de milhares de muçulmanos que apoiavam a FIS e os colocou em acampamentos no meio do deserto da Argélia.

## Nota
- Este artigo foi inicialmente traduzido, total ou parcialmente, do artigo da Wikipédia em inglês cujo título é «1992 Algerian coup d'état».